# Frans Pollux
Frans Pollux (Tegelen, 1 juni 1977) is een Nederlands muzikant, journalist en schrijver. Hij werd bekend als oprichter en zanger/gitarist van de streektaalband Neet oét Lottum. Hij schreef ook muziek voor anderen en is verder actief als dichter, columnist, schrijver en televisiepresentator bij de Limburgse omroep L1.

## Muziek
In 1996 richtte Pollux samen met gitarist Michel Wijlaars de dialectpopgroep Neet oét Lottum op. Met het nummer Hald mich 's vas stond de groep in 2005 op nummer 1 in de Limbo Top 100 en sinds dat jaar is het nummer ook elk jaar terug te vinden in de NPO Radio 2 Top 2000 met als hoogste notering plaats 235 in 2007. Sinds 2010 speelt hij samen met Bart-Jan Baartmans.
In 2001 zong hij samen met Chantal Janzen het liedje Hallo in de Yellow, dat op het verzamelalbum Venloos' Trots werd uitgebracht. In 2005 schreef hij het clublied Alles heej is VVV van voetbalclub VVV-Venlo. In 2007 schreef hij het Jocus Jubelleed voor de Venlose carnavalsvereniging Jocus, die toen 165 jaar bestond en het 15X11-jarig jubileum vierde. Ook schreef hij het carnavalslied De kriebels, waarmee Bram Holla en Ruud Stikkelbroeck in 2008 het Limburgs Vastelaovesleedjes Konkoer (LVK, Nederlands: Limburgs Carnavalsliedjes Concours) wonnen.

## Schrijver
In 2003 werd Pollux de stadsdichter van Venlo. In 2006 stapte hij op vanwege het groot aantal Venlonaren dat bij de Tweede Kamerverkiezingen 2006 op de rechts-populistische Partij voor de Vrijheid van Venlonaar Geert Wilders had gestemd. In 2010 schreef Pollux de roman Het Gelijk Van Heisenberg en in 2012 werkte hij mee aan het fotokunstboek Risja, a story by Lilith van kunstenares Lilith. Samen met Sef Derkx schrijft hij om de week in Dagblad de Limburger de column Blônd & Bril. In 2014 schreef hij Dat je stil blijft staan, het Venlose boekenweekgeschenk voor de Week van het Venlose boek.

## Journalist
In 2019/20 maakte Pollux de podcast De Laatste Dans, in opdracht van de NTR en NPO Radio 1. Hij onderzocht de merkwaardige vermissing van één van zijn fans. Hierover schreef hij ook een nieuw lied, met dezelfde naam als de podcast. Hij werd genomineerd voor de Dutch Podcast Awards in de categorie 'Verhalend'.
Eind 2021 kwam de podcast serie 'Bloody Sunday in Roermond' uit. 5 afleveringen over de bloedige aanslag die de IRA pleegde in 1990, waarin Pollux spreekt met betrokkenen van toen. De serie werd onder de vlag van de VPRO uitgebracht.

## Discografie
| Album met eventuele hitnotering(en) in de Nederlandse Album Top 100 | Datum van verschijnen | Datum van binnenkomst | Hoogste positie | Aantal weken | Opmerkingen |
| ------------------------------------------------------------------- | --------------------- | --------------------- | --------------- | ------------ | ----------- |
| Krak (met Neet oét Lottum)                                          |                       | 08-01-2005            | 52              | 5            |             |
| 10 (met Neet oét Lottum)                                            |                       | 16-09-2006            | 17              | 1            |             |
| Pollux duit Springsteen                                             |                       | 10-08-2013            | 86              | 1            |             |